# Dorothée de Saint-René
Dorothée de Saint-René (1620-1703) est un carme français, de la Réforme de Touraine, auteur de deux ouvrages d'érudition spirituelle.

## Biographie

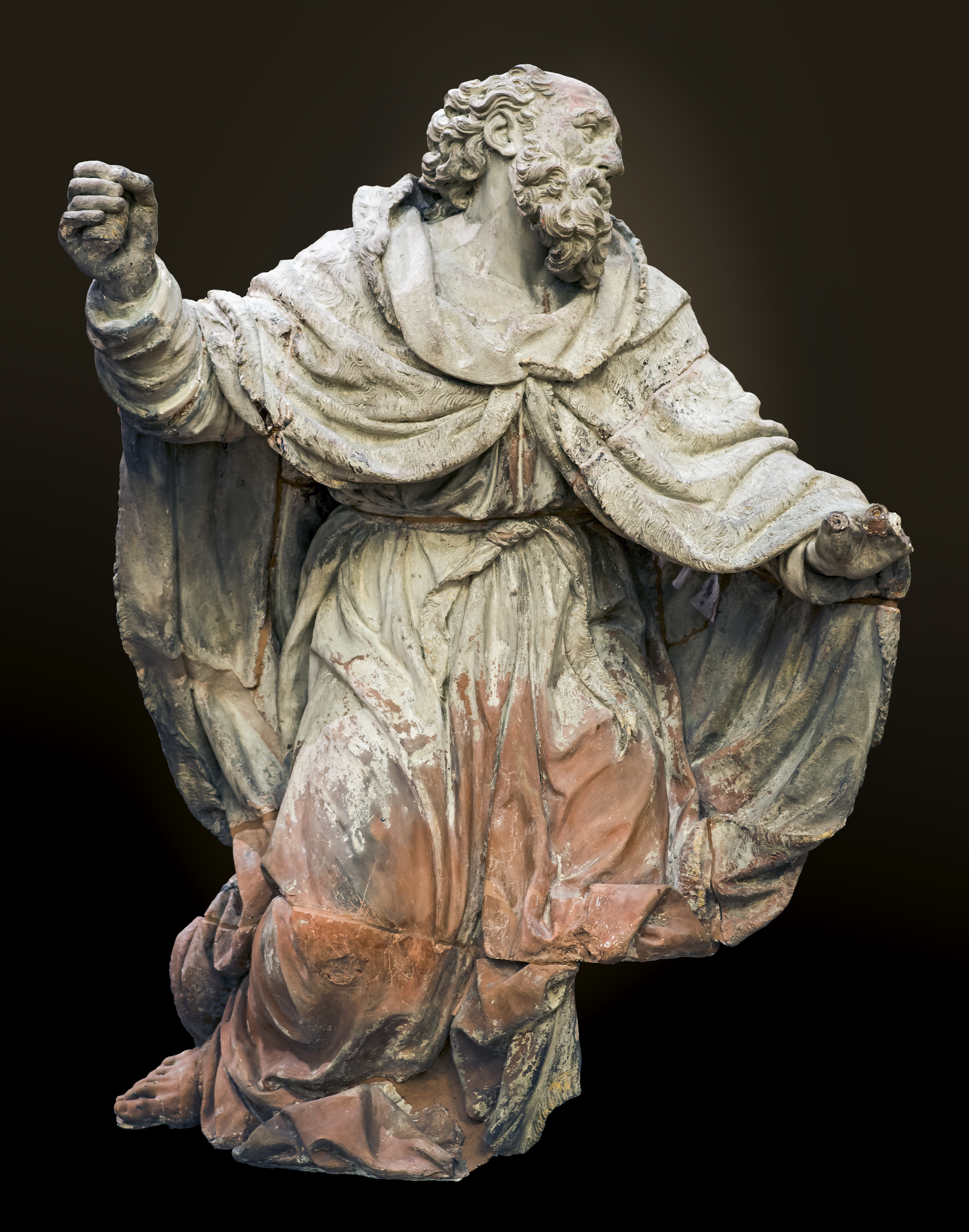
Élie, considéré comme le fondateur du Carmel.

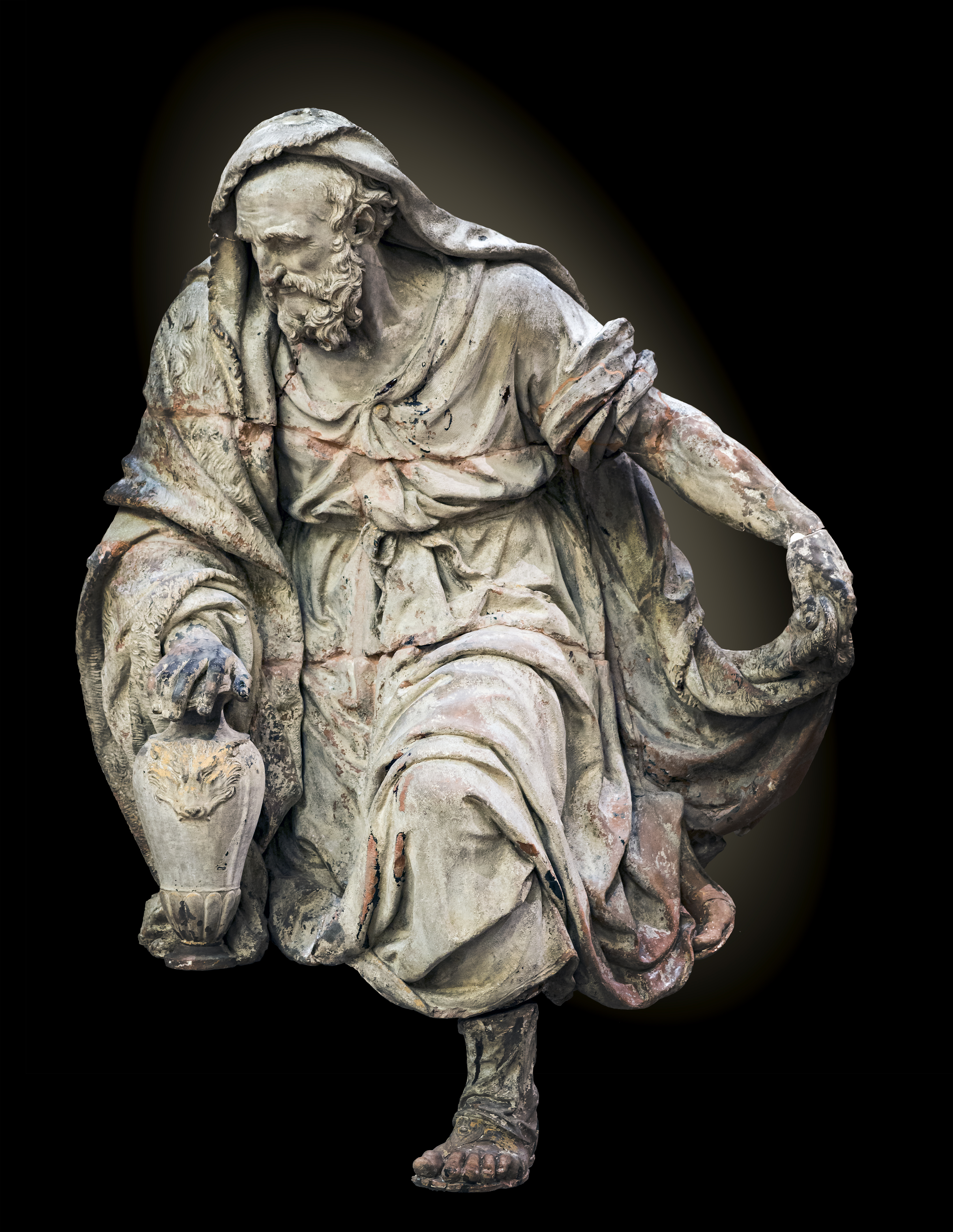
Élisée, le prophète successeur d’Élie.

Dorothée est né à Rennes, dans la famille Henry, en 1620. Entré chez les carmes de la Réforme de Touraine, il fait profession, le 1er mai 1635. Ami de la solitude et des lettres, il publie un premier livre en 1655, et un second entre 1679 et 1682. Devenu le doyen de sa province, il meurt à Paris, le 18 février 1703.

## Postérité
Dorothée de Saint-René a composé des commentaires de l'Écriture sainte, dans lesquels il démontre une vaste érudition, même si l'usage du merveilleux à des fins édifiantes l'emporte chez lui sur le sens critique. Il consacre ainsi un premier ouvrage aux figures bibliques d'Élie et Élisée, considérés, à l'époque, comme les fondateurs de l'ordre du Carmel. À partir des cycles que le premier livre des Rois consacre à ces prophètes, le carme développe leurs biographies respectives en faisant appel à un fonds interprétatif qui emprunte aux Pères de l'Église et aux historiens ecclésiastiques (cités en latin dans les marges du texte). Dans la partie centrale de l'œuvre, il s'étend longuement sur une interprétation particulière du livre de l'Apocalypse, selon laquelle la prédication d’Élie, revenu sur terre sous le règne de l'Antéchrist, jouerait un rôle déterminant dans la conversion finale des Juifs au christianisme. Cette méthode de lecture, qui tend à mettre en évidence les sens historique, théologique et moral des Écritures, se retrouve dans le second ouvrage, intitulé Les plaisirs de la vie spirituelle. Le troisième et dernier volume de cette œuvre regroupe, en effet, les commentaires des psaumes 17, 39, 57, 59, 65, 69, 70, 72, 74, 75, 79, 87, 89, 94, 97, 102, 103, 118, 132, 135, 136, 147 et 149 (dans la numérotation de la Vulgate). Après avoir cité et traduit chacun de ces psaumes, auxquels il a d'ailleurs prêté des titres poétiques, l'auteur interprète chaque verset en s'appuyant principalement sur des autorités patristiques et médiévales, et en illustrant son propos d'anecdotes prises à l'histoire, à l'actualité ou à l'hagiographie. À la fin du livre, un index thématique permettait aux prédicateurs de retrouver facilement tel ou tel propos édifiant.  

### Œuvres
- Dorothée de Saint-René, Commentaire théologique, historique et moral sur les livres des Roys et de l'Apocalipse, où sont découvertes les grandeurs des saints prophètes Élie et Élisée, Paris, J. Julien, 1655, 1070 p. (lire en ligne).
- Dorothée de Saint-René, Les plaisirs de la vie spirituelle, ouvrage rempli de vies illustres, d'aventures merveilleuses et ce qu'on a veu de rare dans des voyages de long cours, le tout très utile aux prédicateurs, Paris, C. Audinet (- R. J. B. de La Caille), 1682, 652 p. (lire en ligne).

### Études
- Louis-Marie, « Dorothée de Saint-René », Dictionnaire de spiritualité ascétique et mystique, Paris, Beauchesne, t. III,‎ 1957, p. 1669 (lire en ligne).